# Henry Maurice Sheffer
Henry Maurice Sheffer (* 1. September 1882 in Odessa; † 17. März 1964 in Boston) war ein US-amerikanischer Logiker.

## Leben
Sheffer wurde in der Ukraine als Sohn polnischer Juden geboren. 1892 emigrierte er mit seinen Eltern und sechs Geschwistern in die USA. Nach Absolvierung der Boston Latin School studierte er an der Harvard University, unter anderem Logik bei Josiah Royce. 1907 machte er seinen Master-Abschluss, 1908 erwarb er den Doktor der Philosophie mit der Schrift A programme of philosophy, based on modern logic. Von 1916 bis zu seiner Emeritierung 1952 war Sheffer Professor an der Philosophischen Fakultät von Harvard.

## Werk
Sheffer veröffentlichte nur wenig. Seine Schriften waren lediglich für seine Studenten bestimmt, seine Vorlesungen durften ausschließlich seine Studenten hören; Gäste verwies er stets des Raumes, selbst wenn es sich um prominente Persönlichkeiten handelte. 
In seiner wichtigsten Veröffentlichung (s. Literatur) prägte er den Begriff Boolesche Algebra und bewies, dass sie mit einem einzigen Operator (NAND beziehungsweise NOR) definiert werden kann. Ebenso kann die Aussagenlogik mit einem einzigen Junktor formuliert werden, dem Sheffer-Strich, der dieselbe Wahrheitstabelle hat wie das logische NAND. Charles S. Peirce hatte diese Tatsachen bereits 1880 entdeckt, aber der entsprechende Aufsatz wurde erst 1913 veröffentlicht.
Zu Sheffers bekanntesten Studentinnen gehört Susanne K. Langer.

## Referenzen
- Michael Scanlan: The Known and Unknown H. M. Sheffer, in: The Transactions of the C.S. Peirce Society 36 (2000), 193–224. biographischer Essay
- Willard van Orman Quine, Henry D. Aiken, Burton S. Dreben, Hao Wang und Harry A. Wolfson: Henry Maurice Sheffer., in: Harvard University Gazette 60/14 (26. Dezember 1964), 87–88. Nachdruck in: Proceedings and Addresses of the American Philosophical Association 38 (Oktober 1965), 103–104.